# Isabelle de Silva
Pour les articles homonymes, voir Silva.
Isabelle de Silva, née le 21 novembre 1969 à New York, est une haute fonctionnaire française.
Conseillère d'État, elle a été la présidente de l'Autorité de la concurrence de 2016 à 2021.

## Biographie
Isabelle de Silva est la petite-fille du compositeur péruvien Alfonso de Silva Santisteban (es) (1902-1937). Sa grand-mère est chanteuse. Son père est un bibliothécaire péruvien devenu diplomate qui fait carrière à l'ONU et à l'UNESCO tandis que sa mère est française d'origine normande. Elle est élevée outre-Atlantique, notamment au Brésil où son père est en poste. Elle joue du piano et chante depuis son enfance. Elle possède la double nationalité franco-américaine et est polyglotte, maîtrisant l'anglais, l'espagnol ainsi que l'italien et le portugais.

### Études
Elle obtient une licence de philosophie en 1989. L'année suivante, elle est diplômée de la Community of european management schools (CEMS) et de HEC. À la fin de sa formation à HEC, malgré une offre dans un cabinet de conseil en stratégie, elle choisit de travailler dans le public.
En 1992, elle intègre l'École nationale d'administration au sein de la promotion « Saint-Exupéry », où elle côtoie Laurent Alexandre et Matthieu Pigasse. À la sortie de l'ENA, elle sort dans les quinze premiers (dit « la botte») mais refuse de rejoindre l'inspection générale des finances car elle ne se voyait « pas forcément faire carrière au sein de l'entreprise, ayant l'impression de pouvoir être utile au sein de l'État. J'ai le goût de la chose publique et de l'intérêt général. Pendant ma scolarité, à Strasbourg, j'ai adoré le droit administratif ». Elle intègre donc le Conseil d'État en 1994.

### Carrière au sein du Conseil d'État
Elle est nommée auditrice de 2e classe le 5 avril 1994, puis auditrice de 1re classe le 7 septembre 1995, maître des requêtes le 31 mai 1997 et conseillère d'État le 3 septembre 2009.
Entre 1999 et 2000, elle est conseiller technique au cabinet du ministre de la culture et de la communication, Catherine Trautmann. Isabelle de Silva se penche sur la loi concernant les quotas radiophoniques, définissant la répartition des chansons françaises au sein des programmes. De ses années au sein de ce cabinet ministériel, elle conserve « un attrait pour l'art ».
Entre 2000 et 2009, elle est commissaire du Gouvernement à la Section du contentieux et entre 2006 et 2009 près le Tribunal des conflits. Entre 2001 et 2009, elle est affectée à la Section de l'Intérieur. Elle est également rapporteur adjoint auprès du Conseil constitutionnel entre 2005 et 2008. Par ailleurs, en 2003, elle est nommée membre de la commission de gestion de la caisse de retraites du personnel de la Comédie-Française.
Entre 2009 et 2011, elle est directrice des affaires juridiques au secrétariat général du ministère de l'écologie. Elle garde en mémoire que « la protection de la planète n'est pas seulement une contrainte, c'est un paramètre à intégrer dans la prise de toute décision pour l'assurance d'un développement durable ».
Elle revient entre 2011 et 2012 à la Section du contentieux du Conseil d'État. En 2012, elle est nommée assesseur à la Section du contentieux et membre de l'Autorité de régulation de la distribution de la presse. En 2013, elle est nommée présidente de la sixième sous-section de la Section du contentieux, où elle remplace Christine Maugüé. La même année, elle est nommée membre du conseil d'administration de la caisse de retraite des personnels de l'Opéra national de Paris.

## Membre puis présidente de l'Autorité de la concurrence
Elle est membre de l'Autorité de la concurrence entre 2014 et 2016.
Elle est ensuite proposée au poste de présidente de l'Autorité. Conformément à l'article 13 de la Constitution, elle est auditionnée le 12 octobre 2016 par la commission des affaires économiques du Sénat et de l'Assemblée nationale. Lors de son audition par les parlementaires, elle dégage le numérique et la distribution comme « axes de vigilance prioritaire ». Concernant le fonctionnement de l'Autorité de la concurrence, Isabelle de Silva a affirmé vouloir continuer à « disposer de moyens d'investigation importants ». Dans la lutte contre les pratiques anticoncurrentielles, elle défend également les procédures de clémence, qui consiste à accorder un traitement favorable aux entreprises qui dénoncent l'existence d'une entente et qui coopèrent à la procédure d'enquête : « La procédure choque parfois par son côté amoral, mais il faut se situer sur le terrain du droit et elle est extrêmement efficace. C'est l'une des meilleures façons pour détecter les très grosses fraudes »
Le 14 octobre 2016, elle est nommée présidente de l'Autorité de la concurrence, où elle est détachée pour cinq ans. Elle succède à Bruno Lasserre, nommé président de la Section de l'Intérieur. Elle affirme à cette occasion que son « souhait, c'est que la nomination d'une femme à de hautes fonctions devienne tout à fait banale », tout en soulignant son désir « d'aider les femmes autour [d'elle] à développer leur carrière et à saisir des opportunités ».
Dans les premiers mois de son mandat à la tête de l'Autorité, elle condamne une pratique de gun jumping d'Altice à une amende de 80 millions d'euros pour avoir réalisé de manière anticipée deux opérations de concentration notifiée en 2014. 

## Distinctions
- Chevalière de la Légion d'honneur (décret du 3 avril 2015[35]).
- Officière de l'ordre national du Mérite (décret du 30 novembre 2019)[36], chevalière (décret du 14 novembre 2008)[37]